# Vilta
Vilta – wieś w Estonii, prowincji Rapla, w gminie Märjamaa.